# Pero Fullhouse
Pero Brčić (Solin, ?), poznat pod umjetničkim imenom Pero Fullhouse, hrvatski je DJ, producent, promotor, organizator događaja, vlasnik diskografskih kuća, radijski voditelj i kolekcionar vinila. Smatra se jednim od pionira i  jednom od ključnih figura u stvaranju hrvatske elektroničke glazbene scene, s više od 30 godina karijere tijekom kojih je značajno utjecao na razvoj techno i house glazbe u Hrvatskoj i regiji, a posebice u Dalmaciji. Njegov rad na organizaciji događaja, promociji glazbe i dovođenju svjetskih DJ-eva učinio je Hrvatsku prepoznatljivom festivalskom destinacijom. Njegov doprinos prepoznat je i na međunarodnoj sceni, gdje je nastupao u kultnim klubovima poput Tresora u Berlinu i Concretea u Parizu.

## Biografija

### Rani život i počeci
Pero Brčić rođen je u Solinu, Hrvatska. Njegova glazbena priča započela je u sedmom razredu osnovne škole kada ga je prijatelj upoznao s punk glazbom, što je označilo početak njegovog zanimanja za alternativne glazbene pravce. Prvu ploču, Les Chansones Populaires grupe Električni Orgazam, kupio je preko svog oca u splitskom Jugotonu. Tijekom srednjoškolskih dana upoznao je splitsku alternativnu scenu, uključujući punk, metal i rock subkulture, koje su bile snažno prisutne u Splitu 1980-ih.
Godine 1994. tijekom boravka u Njemačkoj otkrio je elektroničku glazbu, posebice techno, što je imalo presudan utjecaj na njegovu karijeru. Ključni trenutak dogodio se na rejvu u hamburgškom podrumu, gdje je doživio energiju techno scene i odlučio je prenijeti tu atmosferu u Hrvatsku. Po povratku u Split 1995. započeo je organiziranje prvih elektroničkih događaja i emisiju Wondersound na radiju Gradska mreža, čime je počeo graditi temelje domaće elektroničke scene.

### Karijera

#### DJ i producent
Pero FullHouse započeo je DJ karijeru početkom 1990-ih, inspiriran minimalizmom i detroitskim technom. Tijekom godina njegov stil evoluirao je prema modernijem techno i house zvuku, ali uvijek zadržavajući detroitske korijene. Poznati su njegovi dugi setovi koji kombiniraju hipnotičke i funky elemente, često prelazeći iz dubljih u jače ritmove, uvijek s naglaskom na groove. Nastupio je više od 1500 puta, od lokalnih klubova do velikih festivala, uključujući Love Parade (Berlin, 1999.), Techno Parade (Pariz), Mayday (Dortmund, Budimpešta), Exit (Novi Sad), Dimensions, Ultra Europe, Kozzmozz (Gent), Valkana Beach, Sea Dance, Refresh Festival, Hideout i Moondance. Pod pseudonimom Skeptik, koji koristi od 2017., nastavlja eksperimentirati s različitim zvukom, često se fokusirajući na underground techno.

#### Organizacija događaja i diskografske kuće
Pero je 1997. zajedno s prijateljem Ivanom Podrugom osnovao organizaciju Omega Ritam, koja je bila ključna za promociju elektroničke glazbe u Hrvatskoj. Kroz Omega Ritam Records and Events organizirao je više od 200 događaja, uključujući klupske večeri i festivale, te ugostio preko 150 svjetskih umjetnika. Godine 2010. organizirao je Discotheque Riva na splitskoj rivi, najveći elektronički događaj u Hrvatskoj, s Carl Coxom kao glavnom zvijezdom i preko 15.000 posjetitelja. Godine 2013. pokrenuo je Moondance Festival u Trogiru, koji je postao značajan regionalni festival. Također je osnovao diskografsku kuću Moondance Records (2017.), koja je iste godine dobila nagradu Ambasador za najbolju novu etiketu.
Pokrenuo je časopis Techno.hr, koji je izašao u četiri broja i značajno pridonio promociji elektroničke kulture u Hrvatskoj, te portal Muzika na struju.

## Nagrade i priznanja
Godine 2021. Pero FullHouse dobio je nagradu Ambasador elektroničke glazbe za životno djelo za doprinos razvoju hrvatske i regionalne elektroničke scene. Nagradu dodjeljuje udruga Klubska kultura, a uručena mu je u Centru Gervais u Opatiji.

## Privatni život
Sredinom 2000-ih, Pero je napravio zaokret u karijeri. Završio je studij računarstva i stekao pedagoške kvalifikacije, nakon čega se zaposlio kao učitelj informatike i robotike u osnovnoj školi. Prema vlastitim riječima, ovaj mu je potez omogućio da se glazbom bavi s manje pritiska i s više kreativne slobode.
Pero je poznat po svojoj strasti prema glazbi i vinilima, a često ističe da je glazba njegova "ljubav koja traje". U intervjuima spominje kako je techno za njega "univerzalna glazba bez granica i predrasuda". Iako je posvetio život glazbi, izrazio je želju da u idućim godinama nauči svirati bas gitaru.

## Diskografija
- Live DJ Mix @ Aurora (2002.)[10]
- Teclectic Mix (2004.)[1]
- Moondance (singl, 2004.)[1]
- Muzika na struju (kompilacija, 2008.)[1]

## Nagrade
- Ambasador elektroničke glazbe za životno djelo (2021.)[2]
- Ambasador elektroničke glazbe za najbolju novu etiketu (Moondance Records, 2017.)[1]

## Vanjske poveznice
- Pero FullHouse na Facebooku
- Pero FullHouse na Discogs
- Pero FullHouse na Mixcloud
- Pero FullHouse na SoundCloud
- Pero FullHouse na YouTube
- Pero FullHouse na RA.co